# Roger Stern

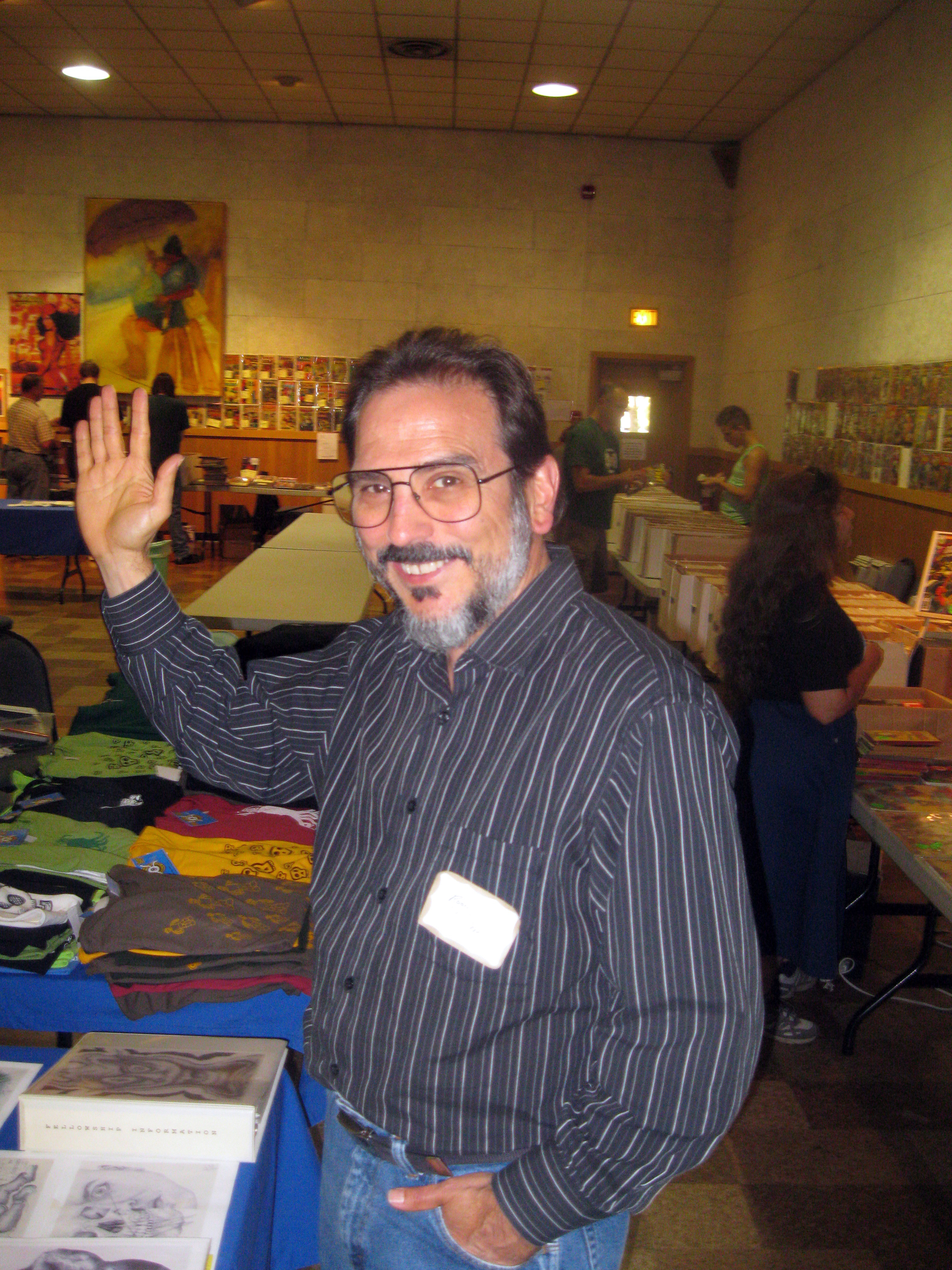
El escritor de cómics Roger Stern en Ithacon 35, convención semestral de cómics organizada por el Comic Book Club of Ithaca (CBCI) en Ithaca, Nueva York.

Roger Stern (nacido el 12 de septiembre de 1950) es un guionista de cómics y novelista estadounidense, conocido principalmente por sus etapas como guionista Spider-Man, Doctor Extraño, Vengadores y Superman, así como por su breve etapa con John Byrne en Capitán América. Stern también trabajó brevemente como editor (destacando en Uncanny X-Men), y ha escrito 3 novelas.

## Biografía
A principios de los años 1970s publicó junto a Bob Layton el fanzine CPL ("Contemporary Pictorial Literature"), uno de los primeros sitios donde publicó John Byrne. 

### Marvel
Su primer trabajo como profesional fue en 1975, como parte de la "tercera ola" de autores de Marvel Comics, que incluía a dibujantes como Byrne o Frank Miller, y a guionistas como Jo Duffy, Mark Gruenwald o Ralph Macchio.
En 1982, fue cocreador de la Capitana Marvel (Mónica Rambeau, ahora Fotón) y el Duende, ambos junto a John Romita Jr.. En 1984, Stern cocreó la segunda serie de los Vengadores, los Vengadores Costa Oeste (publicados en España con el título "Los Nuevos Vengadores"), junto al dibujante Bob Hall.

### DC
En 1987, tras una disputa con el editor Mark Gruenwald sobre futuras tramas, Stern fue despedido. Empezó entonces a trabajar por libre para DC Comics, donde formó parte del equipo de guionistas que, tras la etapa de John Byrne, realizaron las series de Superman durante una década, siendo uno de los desarrolladores de la historia La muerte de Superman, que revivió el interés por el personaje a medida de los años 1990s.
Stern también guionizó el relanzamiento de Átomo, y cocreó en los años 1980s la serie Starman con Will Payton como protagonista, teniendo a Tom Lyle como dibujante.

### Retorno a Marvel
En 1996, Stern volvió a Marvel para escribir la miniserie "Spiderman: el Duende vive". Durante los siguientes 4 años, guionizó la efímera "Marvel Universe", además de series limitadas como "Avengers Two", "Avengers Infinity" o "Spiderman: la venganza del Duende Verde". También colaboró con el entonces guionista de los Vengadores Kurt Busiek en Iron Man y en la miniserie Siempre Vengadores ("Avengers Forever"), así como con Byrne en Marvel: Lost Generation.

### Novelas gráficas
Stern ha guionizado varias novelas gráficas, destacando "Dr. Extraño y Dr. Muerte: Triunfo y tormento", "Superman for Earth", "El increíble Hulk contra Superman" y "Superman: A Nation Divided".

### Etapa europea
Desde 2001, la mayor parte de su trabajo en el cómic ha sido para las editoriales europeas Egmont (guionizando The Phantom) y Panini UK. 

## Obra

### DC Comics
- Atom, Power of the #1-11, 14-15
- Doomsday Annual #1
- Green Lantern Corps Quarterly #1-4
- Legion of Super-Heroes #91, 100, 105
- Legionnaires #35-53, 55-74, 76-77
- Legionnaires Annual #3
- Secret Origins #29
- Showcase ’95 #4-5
- Starman #1-28
- Supergirl (1994) #1-4
- Supergirl and Team Luthor #1
- Superman #23-28, 30-34
- Superman Annual #2, 7
- Superman, Action Comics #600-642, 644-657, 659-665, 667-693, 696-700, 737
- Superman, Action Comics Annual #2-3
- Superman, Adventures of #453-454, 457, 462, 500
- Superman, Man of Steel, The #1, 57
- Superman, Man of Tomorrow #1-10
- Superman: For Earth
- Superman: Legacy of Superman, The #1
- Superman: Nation Divided, A
- Superman: Newstime Magazine
- Superman: Secret Files #1
- Superman: Secret Files, Villains #1
- Superman: Sunday Classics 1939-1943, The
- Superman: Wedding Album, The #1
- Underworld Unleashed: Patterns of Fear #1
- Who’s Who in the DC Universe #3-7, 10-14, 16
- Who’s Who in the DC Universe Update 1993 #1-2

### Marvel Comics
- Avengers # 1 ½
- Avengers (Vol. 1) #189-191, 201, 227-279, 281-288
- Avengers (Vol. 3) #51 (letter)
- Avengers Annual #13-14
- Avengers, West Coast (Vol. 1) #1-4
- Avengers: Forever #3-12
- Avengers: Infinity #1-4
- Avengers: Solo Avengers #2-4
- Avengers: Two: Wonder Man and Beast #1-3
- Avengers: Ultron Imperative, The
- Avengers-X-Men: X-Men vs. Avengers #1-4
- Captain America (Vol. 1) #230, 247-255
- Captain America: Sentinel of Liberty #6-7
- Dr. Strange (Vol. 2) #27-30, 32-33, 35-37, 46-62, 65-73, 75
- Dr. Strange: Classics #2
- Dr. Strange-Dr. Doom: Triumph and Torment
- Epic Illustrated #20
- Fantastic Four (Vol. 1) #183, 294-295, 297-302
- FOOM #7, 14, 21-22
- Ghost Rider (Vol. 1) #68-70, 72-73
- Heroes for Hire #1
- Hulk (Rampaging) #23
- Hulk, Incredible (Vol. 2) #218-221, 223-229, 231-243
- Hulk, Incredible Annual #7-8
- Iron Man (Vol. 1) #129
- Iron Man (Vol. 3) #14-25
- Iron Man Annual #4
- Iron Man-Captain America: Annual ‘98
- Marvel Age #3, 33
- Marvel Age Annual #3-4
- Marvel Fanfare (Vol. 1) #6, 12, 18, 57
- Marvel No-Prize Book, The #1
- Marvel Premiere #50
- Marvel Presents #8, 10-12
- Marvel Preview #20-21, 23
- Marvel Super-Heroes #103-104
- Marvel Team-Up Annual #3
- Marvel Treasury Edition #13
- Marvel Universe #1-7
- Marvel: Lost Generation, The #1-12 (12-1)
- Official Handbook of the Marvel Universe #5
- Omega the Unknown #8
- Power Pachyderms #1
- Shadows and Light (Vol. 2) #3
- Speedball #1-8
- Spider-Man (Peter Parker) (Vol. 2) #11
- Spider-Man, Amazing (Vol. 1) #206, 224-227, 229-252
- Spider-Man, Amazing Annual #15-17, 22
- Spider-Man, Amazing Annual ‘97
- Spider-Man, Spectacular (Vol. 1) #43, 45-52, 54-61, 85, 259-261
- Spider-Man, Spectacular Annual #3
- Spider-Man, Web of Annual #3
- Spider-Man: Dead Man’s Hand
- Spider-Man: Hobgoblin Lives #1-3
- Spider-Man: Revenge of the Green Goblin #1-3
- Spider-Man: Team-Up #2
- Spider-Man: Untold Tales of Spider-Man # –1
- Spider-Man: Untold Tales of Spider-Man #25
- Spider-Man: Untold Tales of Spider-Man: Strange Encounter
- Thor, Mighty (Vol. 1) #394-397
- Thor, Mighty Annual #6
- Thunderbolts #7-9
- What If? (Vol. 1) #26, 31, 34-35

### DC/Marvel
- Superboy-Spider-Man: Spider-Boy Team-Up (Amalgam) #1
- Superman-Hulk: Incredible Hulk vs. Superman

### Otros cómics
- 9-11 #1
- Charlton Bullseye #1-2, 4-5
- Contemporary Pictorial Literature (CPL) #9/10 (doble), 11-12
- Crazy #63, 65 (que incorrectamente indicaba que era el número 66 en su portada)
- Don Rosa’s Comics and Stories #1
- Fantaco Chronicles #5
- Images of Omaha #2
- Magnus Robot Fighter #15-17
- The Phantom (Egmont) #13/2004 (#1334)
- Rog 2000, The Complete
- Spirit #30
- Stray Bullets #2A
- Writer’s Block 2003 #1

### Novelas
Además de su trabajo como guionista, Stern ha escrito tres novelas:
- "The Death and Life of Superman" (1993), publicado en España por Ediciones B en 1994 con el título "Muerte y vida de Superman". Se trata de la novelización de "La muerte de Superman", incluyendo la resurrección del personaje en la saga "El reinado de los superhombres". Fue un "bestseller" entre los libros de tapa dura en las listas del New York Times, siendo reeditado en tapa blanda en 1994 y 2004.
- "Smallville: Strange Visitors" (2002)
- "Superman: The Never-Ending Battle" (2005)